# سيدي حساين أو علي
سيدي حساين أو علي هي قرية أمازيغية مغربية وجماعة قروية وسط غربي المغرب. تنتمي سيدي حساين أو علي لإقليم سيدي إفني على الساحل الأطلسي. تضم هذه الجماعة القروية 6.960 نسمة (إحصاء رسمي 2004).